# نقشه ۹ از فضای بیرونی
نقشه ۹ از فضای بیرونی (به انگلیسی: Plan 9 from Outer Space) فیلمی است سیاه و سفید با ژانر ترسناک و تخیلی ساخته اد وود. این فیلم ساخته سال ۱۹۵۹ میلادی می‌باشد.
همچنین نام سیستم عامل پلان ۹ از آزمایشگاه‌های بل نیز از این فیلم گرفته شده‌است.